# Tom Nalen

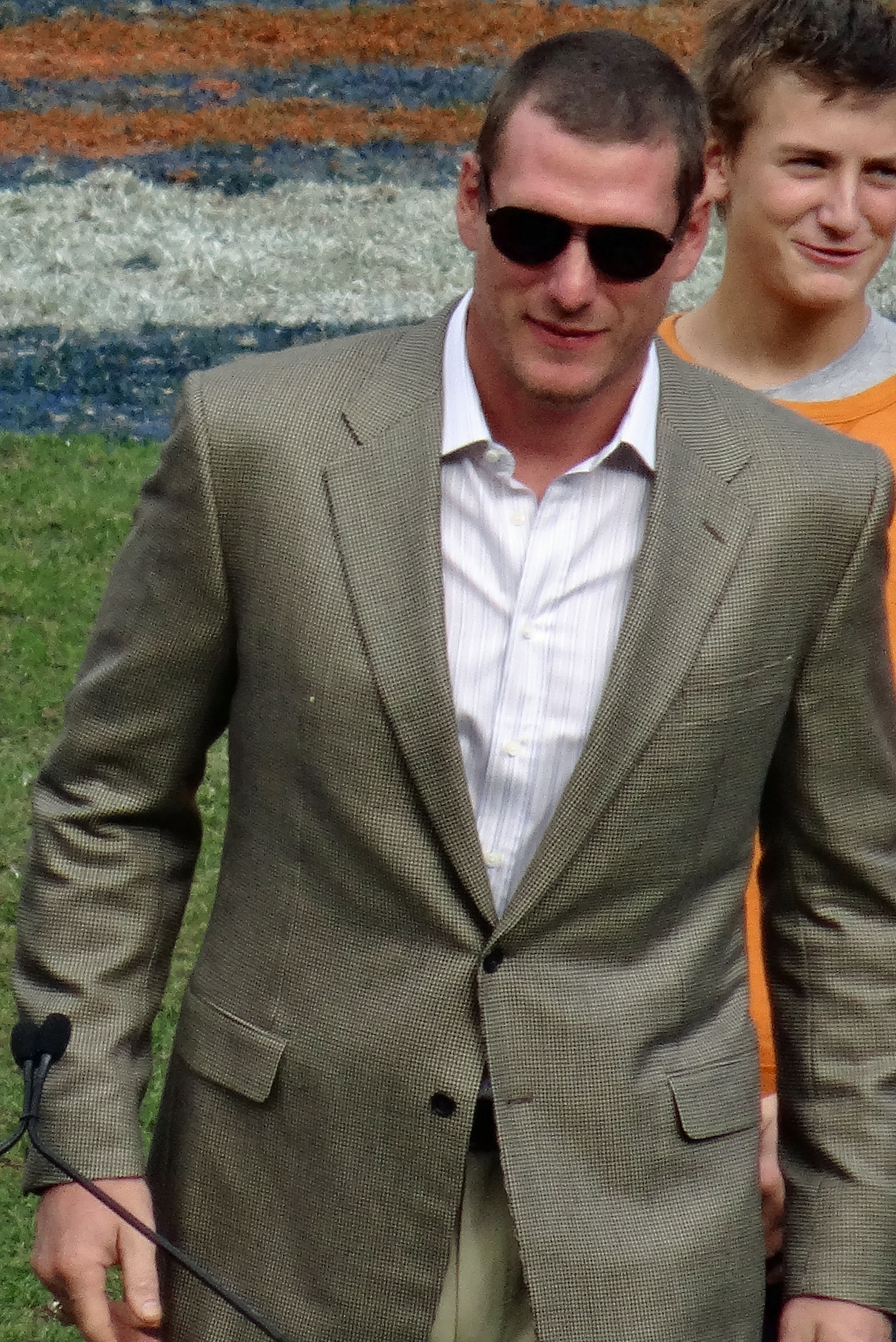
Foto do ex-jogador de futebol americano estadunidense Tom Nalen.

Tom Nalen é um ex-jogador profissional de futebol americano estadunidense que foi campeão da temporada de 1998 da National Football League jogando pelo Denver Broncos.